# Оршанский, Борис Михайлович
Борис (Бер) Михайлович Оршанский (30 ноября 1884, Городок Витебской губернии — 15 января 1945, Москва) — еврейский советский писатель, драматург, литературный критик.

## Биография

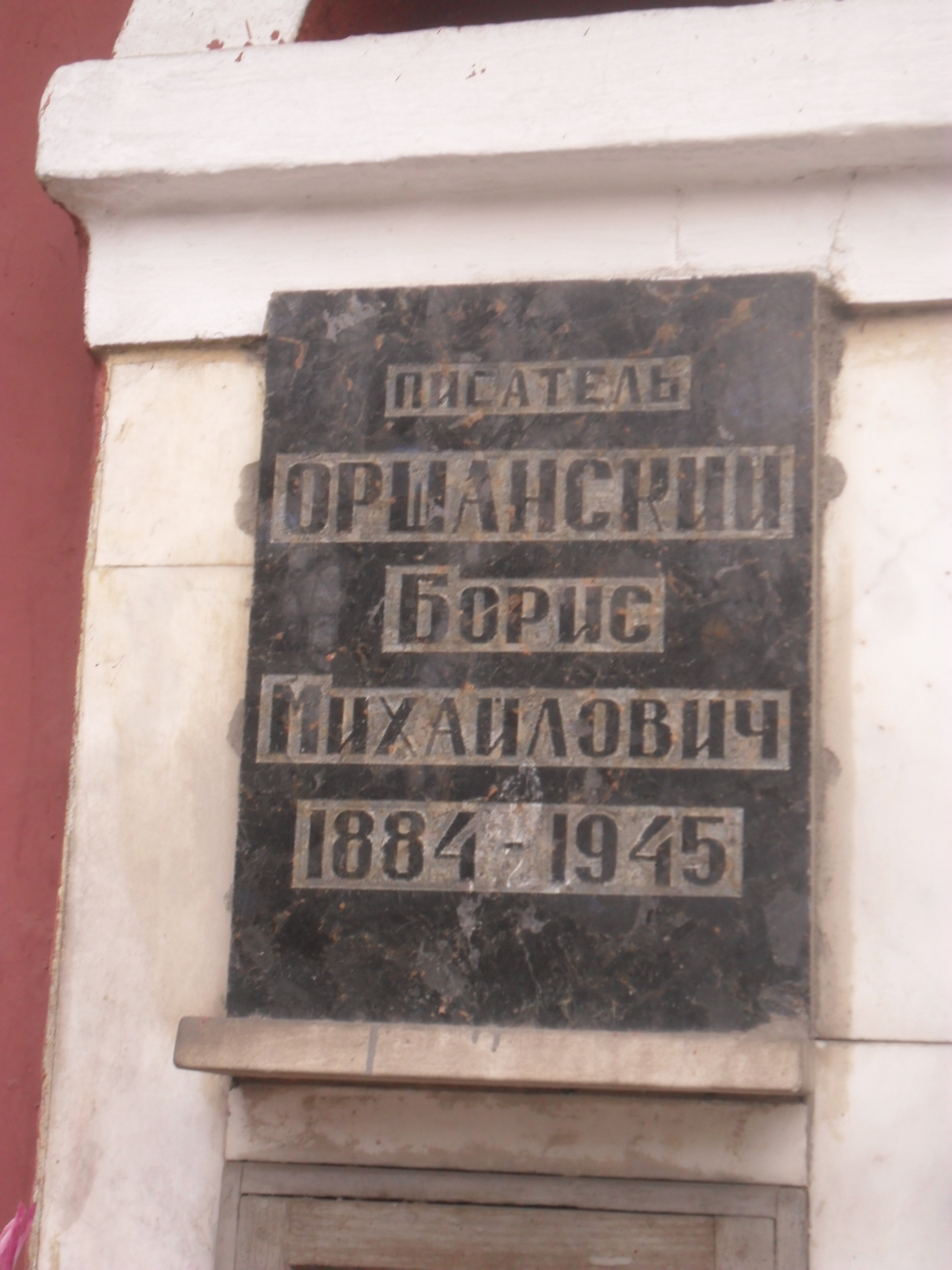
Плита колумбария Оршанского на Новодевичьем кладбище Москвы.

Родился в семье мелкого торговца. Получил традиционное еврейское образование.  В 1920–30-х гг. заведовал еврейским сектором Института белорусской культуры, был главным редактором первых выпусков научного журнала «Цайтшрифт», членом редколлегии литературно-художественного журнала «Штерн», редакторм газеты «Октябер». В 1931 в Минске издал литературно-критическую книгу «Ди идише литератур ин Вайсрусланд нох дер революцие» («Еврейская литература в Белоруссии после революции» и в Москве в 1931 — сборник статей о театре — «Театральные бои» («Театр-шлахтн»).

### Произведения
- «Ба ди ерште зунен-штралн» («При первых лучах солнца») (1911, Вильно)
- «Дер эйбикер холем» («Вечная мечта») (1911, Вильно)
- «Вдвоём» («Инцвейен», 1919)
- «Аф хвалес» («На волнах») (1924, Минск)
- «Блут» («Кровь») (1929)
- «Ин дем блоэн кестеле» («В синем ящике») (1927, Минск)
- «Мит офене майлер. Майсес фун амол» (1929, Минск)
- «Ин бахелтениш» («В убежище») (1930)
- «А цунг» («Язык») (1933)
- «Ин колыме» (1937, Минск)
- «Потёмкин-уфштанд» (1930).